# Piper kewense
Piper kewense är en pepparväxtart som beskrevs av C. Dc.. Piper kewense ingår i släktet Piper och familjen pepparväxter. Inga underarter finns listade i Catalogue of Life.